# Oranjestad (Sint Eustatius)
Oranjestad is de hoofdstad van het eiland Sint Eustatius in Caribisch Nederland. Het ligt aan de westkant van het eiland aan de Oranjebaai.
De stad is onder te verdelen in een benedenstad en een bovenstad. De aan het water gelegen benedenstad was ooit dicht bebouwd met vooral pakhuizen en plaatsen van vertier voor de duizenden scheepsbemanningen die hier in de 18de eeuw in de Baai afmeerden, maar daarvan resteren nu nog voornamelijk de ruïnes. De bovenstad is het commerciële centrum van de stad met een gerestaureerd centrum, de zogenaamde "Historic Core." In de 17e en 18e eeuw was Oranjestad een belangrijk handelscentrum, maar vanaf het begin van de 19e eeuw namen de handelsactiviteiten sterk af.

## Bezienswaardig
In het centrum van de stad staat Fort Oranje, een goed bewaard verdedigingswerk uit 1636. Andere historische monumenten zijn onder andere de ruïne van de voormalige Honen Dalim synagoge (de op een na oudste van het westelijk halfrond), de muren en toren van de Hervormde kerk uit 1755, het Historisch Museum, gevestigd in Simon Doncker House, een voormalige, imposante 18de-eeuwse gouverneursresidentie, de zogenaamde "Government Guesthouse," een voormalig 18de-eeuws koopmanshuis dat later ingericht werd als passangrahan (gastenverblijf van de overheid), de daartegenover liggende voormalige Gertrude Judson bibliotheek (een uit Hollandse baksteentjes opgetrokken koopmanswoonhuis), het gerestaureerde 'Gezaghebbershuis,' in de Kerkstraat (een van de oudste nog bestaande woningen op het eiland waar in het begin van de 20ste eeuw de gezaghebbers in ondergebracht werden) en de voormalige Katholieke kleuterschool op het erf van de Rooms-Katholieke kerk (een eveneens uit IJsselsteentjes opgetrokken voormalige patriciërswoning).
Het strand Oranje Beach ligt bij de haven. Ten zuiden van Oranjestad ligt Crooks Castle Beach dat voornamelijk voor snorkelen en duiken wordt gebruikt.

## Galerij

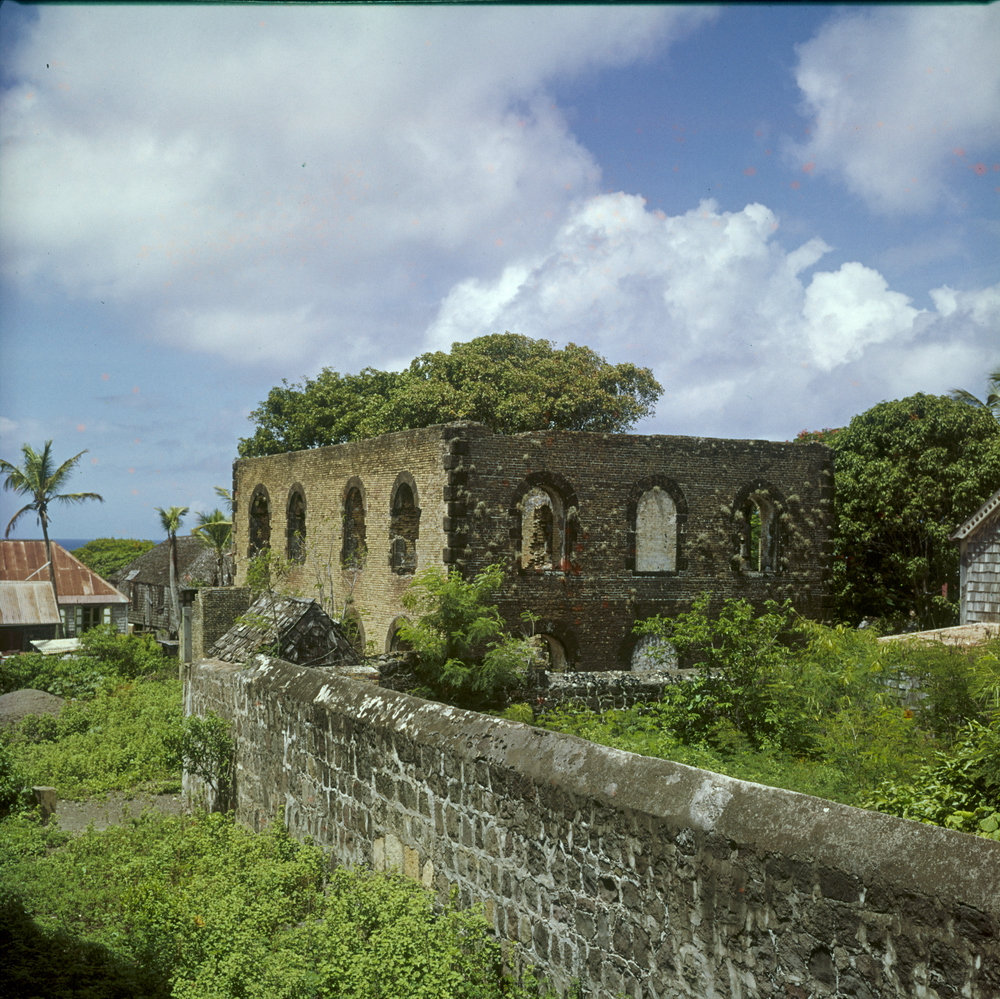
De ruïne van de Honen Dalim synagoge
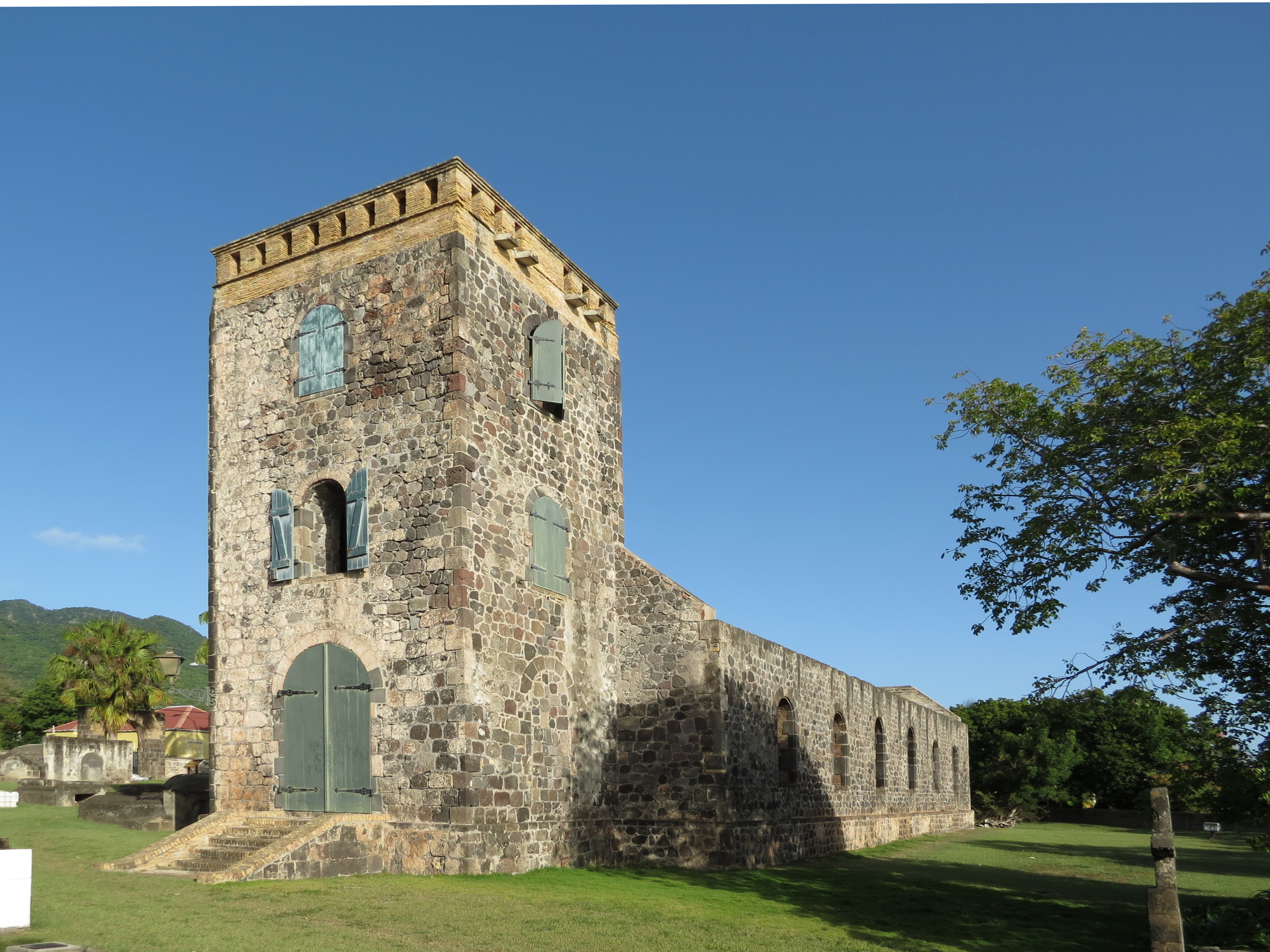
De ruïne (muren en toren) van de Hervormde kerk
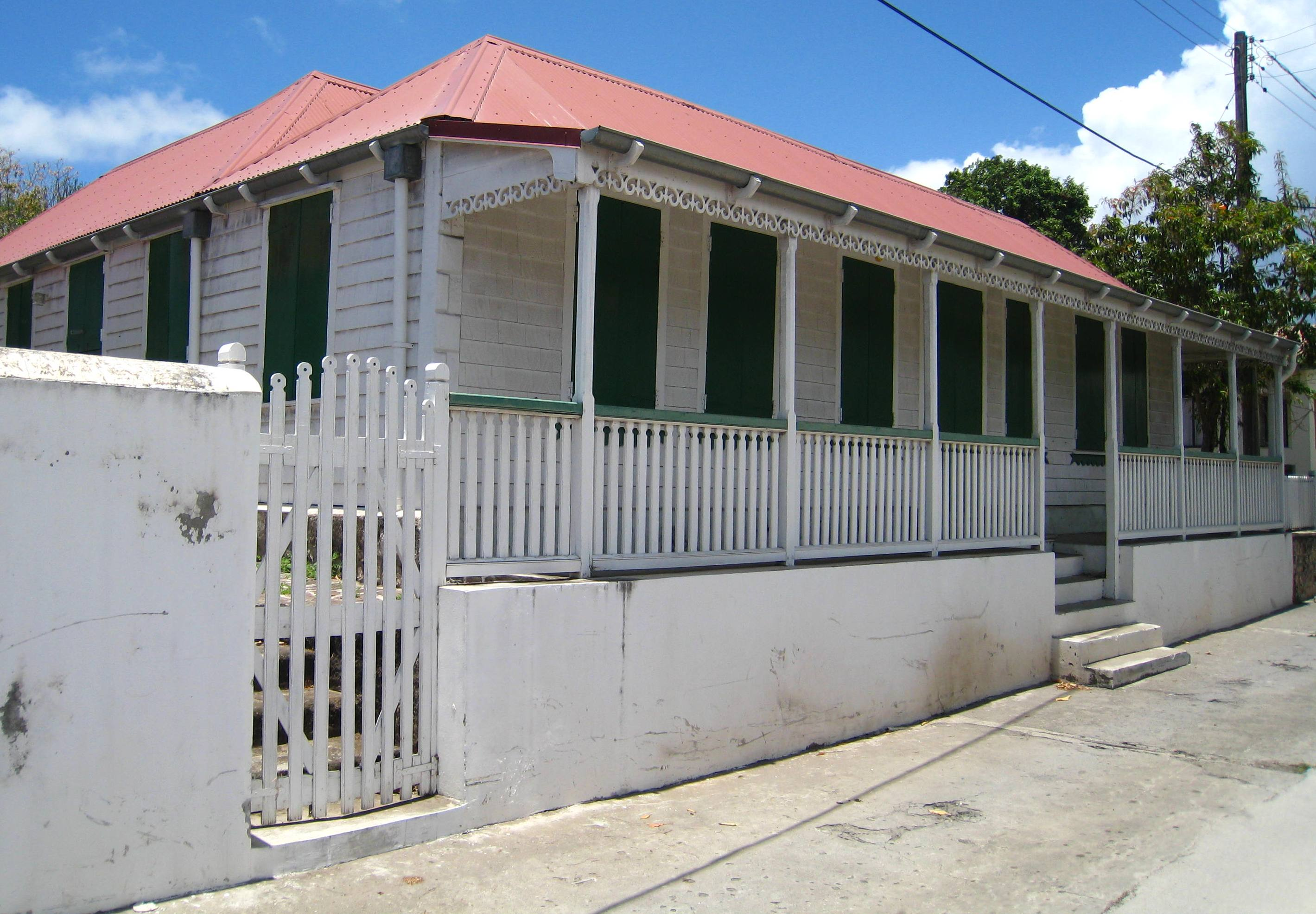
Het gerestaureerde Gezaghebbershuis in de Kerkstraat
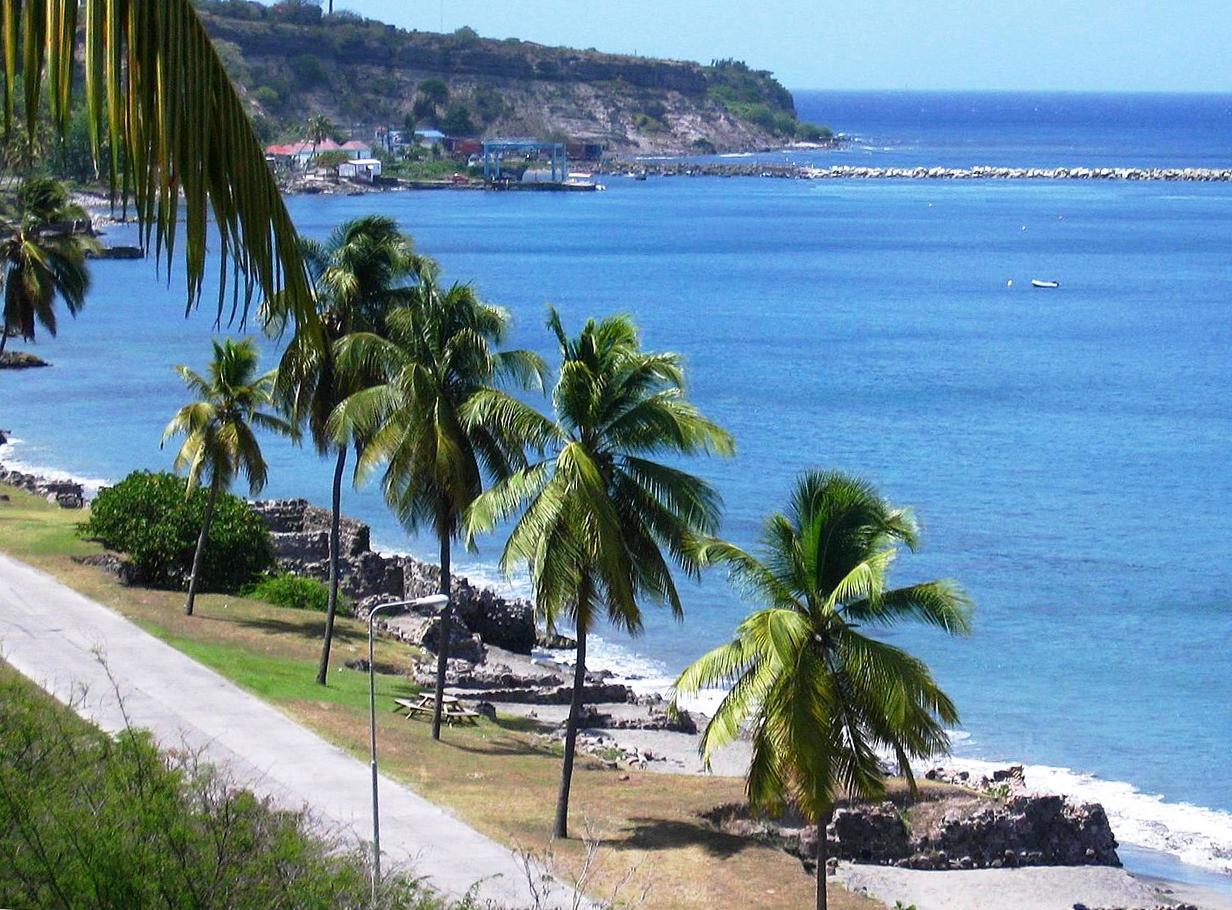
Beneden met ruïnes van de pakhuizen

Hoofdstad: Amsterdam  Regeringszetel: Den Haag

Provincies: Assen (Drenthe) · Lelystad (Flevoland) · Leeuwarden (Friesland) · Arnhem (Gelderland) · Groningen (Groningen) · Maastricht (Limburg) · 's-Hertogenbosch (Noord-Brabant) · Haarlem (Noord-Holland) · Zwolle (Overijssel) · Utrecht (Utrecht) · Middelburg (Zeeland) · Den Haag (Zuid-Holland)

Landen: Philipsburg (Sint Maarten) · Oranjestad (Aruba) · Willemstad (Curaçao) · Amsterdam (Nederland)

Caribisch Nederland: Oranjestad (Sint Eustatius) · The Bottom (Saba) · Kralendijk (Bonaire)
- Library of Congress Control Number: n93027156
- Nationale Bibliotheek van Israël: 987007530928905171
- Virtual International Authority File: 153753505